# Delia tibila
Delia tibila är en tvåvingeart som beskrevs av Ackland 2008. Delia tibila ingår i släktet Delia och familjen blomsterflugor.
Artens utbredningsområde är Etiopien. Inga underarter finns listade i Catalogue of Life.